# アットムービー
株式会社アットムービー（英称：Atmovie Inc.）は、映画やテレビドラマの企画・制作プロダクションである。

## 所属スタッフ
プロデューサー
- 森谷雄（代表取締役、プロデューサー）

- 森本友里恵(プロデューサー)

## 主な制作作品

### 映画
- COSMIC RESCUE（2003年）
- ROCKERS（2003年）
- アマレット（2004年）
- 死霊波（2005年）
- バースデー・ウェディング（2005年）
- 殴者 NAGURIMONO（2005年）
- 絶対恐怖 Booth ブース（2005年）
- 絶対恐怖 Pray プレイ（2005年）
- シムソンズ（2006年）
- ザ・コテージ（2006年）
- Presents〜合い鍵〜（2006年）
- エンマ（2007年）
- Presents〜うに煎餅〜（2007年）
- 阿波DANCE（2007年）
- Little DJ〜小さな恋の物語（2007年）
- ぼくたちと駐在さんの700日戦争（2008年）
- TEAM NACS FILMS「N43°」（2008年）
- THE GAME～Boy's Film Show～（2009年）
- THE GAME～Boy's Film Show～ 2010（2010年）
- シャッフル（2011年）
- しあわせのパン（2012年）
- コドモ警察（2013年）
- ゾウを撫でる（2013年）
- ぶどうのなみだ（2014年）
- サムライフ（2015年）
- 映画 みんな!エスパーだよ!
- アニバーサリー（2016年）
- プリンシパル〜恋する私はヒロインですか？〜（2018年）
- 曇天に笑う（2018年）
- わたしに××しなさい!（2018年）
- そらのレストラン（2019年）
- 家族マニュアル（2019年）※短編映画
- 最初の晩餐（2019年）
- ミッドナイトスワン（2020年）
- トーキョーサンライズ（2020年）※短編映画
- THE3名様～リモートだけじゃ無理じゃね？～（2022年）
- Dr.コトー診療所（2022年）
- 三日月とネコ（2024年）
- THE3名様Ω 〜これってフツーに事件じゃね?!（2024年）
- BISHU 〜世界でいちばん優しい服〜（2024年）
- 35年目のラブレター（2025年）

### 連続ドラマ
- バベル〜The Tower of Babel〜（BSフジ　2002年）
- 乱歩R（読売テレビ　2004年）
- 半分の月がのぼる空（テレビ東京　2006年）
- ハッピィ★ボーイズ（テレビ東京　2007年）
- 美容少年★セレブリティ（テレビ東京　2007年）
- ユキポンのお仕事（テレビ東京　2007年）
- 24のひとみ（TBS　2007年～2008年）
- スミレ16歳!!（BSフジ　2008年）
- ザ・クイズショウ（日本テレビ　2008年）
- 33分探偵（フジテレビ　2008年（企画・制作協力））
- 枯れオヤジ〜カレセンと呼ばないで〜（BSフジ　2008年）
- セレぶり3（テレビ東京　2009年）
- 妄想姉妹〜文學という名のもとに〜（日本テレビ　2009年）
- ザ・クイズショウ（ゴールデン版）（日本テレビ　2009年）
- 偉人の来る部屋（TOKYO MX/テレビ神奈川　2009年）
- 深夜食堂（毎日放送　2009年）
- TAXMEN（TOKYO MX/テレビ神奈川　2010年）
- プロゴルファー花（読売テレビ　2010年）
- MUSICAL3（TOKYO MX　2010年）
- 宇宙犬作戦（テレビ東京　2010年）
- ぬっくんBAR（読売テレビ　2011年）
- D×TOWN（テレビ東京　2012年）
- コドモ警察（毎日放送　2012年）
- コドモ警視（毎日放送　2013年）
- みんな!エスパーだよ!（テレビ東京　2013年）
- イタズラなKiss〜Love in TOKYO（2013年3月29日、フジテレビTWO）
- 天魔さんがゆく（TBS　2013年）
- 新解釈・日本史（毎日放送　2014年）
- 女くどき飯（毎日放送　2015年）
- PANIC IN（BSスカパー!　2015年）
- 女くどき飯Season2(MBS、TBS　2016年)
- ホクサイと飯さえあれば(MBS、TBS　2017年)
- わたしに××しなさい!（毎日放送、2018年）
- 劇団スフィア(TOKYO MX　2019年)

### 配信ドラマ
- HEART@（2001年）
- マーメイドの季節（フジテレビ、パルコ 2001年）
- 横浜エイティーズ（2005年）
- 20-CRY-（2008年）
- 未来は今（Wii TV 2009年）
- THE3名様「Me?Tube?」YouTube
- 美しき日々よ（DOR@MO 2009年）
- 夏休みの恋人（2009年）
- 春休みの恋人（フジテレビ 2011年）
- シークレットガールズ（フジテレビ 2011年）
- 電報日和（フジテレビ 2011年）
- アプリ警察 （アプリ&レビュー 2012年）
- シークレットガールズ シーズン2（フジテレビ 2012年）
- 恋するアプリ（アプリ&レビュー、GYAO! 2012年）
- ラヴコンシェル（NOTTV 2012年）
- ゾウを撫でる（ネスレシアター on YouTube 2013年）
- Regret（ネスレシアター on YouTube 2013年）
- 通学ダッシュ！（ネスレシアター on YouTube 2013年）
- Starry Night（ネスレシアター on YouTube 2013年）
- ゴーストバンド（ネスレシアター on YouTube 2013年）
- The 5 Second Later Man（ネスレシアター on YouTube 2014年）
- 我愛你 in TOKYO（ネスレシアター on YouTube 2014年）
- そのときあなたは夢をみた（ネスレシアター on YouTube 2014年）
- 幻三十郎（ネスレシアター on YouTube 2014年）
- 君は放課後、宙を飛ぶ（ひかりTV、dTV 2018年）
- 湘南純愛組!（Amazonプライム・ビデオ 2020年）
- 東京ラブストーリー（Amazonプライム・ビデオ、フジテレビ 2020年）
- マンケン男子とケイオン女子(Youtube/僕等の物語シリーズ　2021年)
- ショート・プログラム(Amazon　2022年)
- 神様のえこひいき(Hulu　2022年)
- 今日のさんぽんた(FOD/フジテレビTWO　2025年)

### 単発ドラマ
- 日本のこわい夜（TBS　2004年）
- ラスト・プレゼント（テレビ朝日　2005年）
- 日本のこわい夜 ドラマ特別篇（TBS　2005年）
- ツナガルココロ 〜3つの愛の物語〜（中京テレビ　2007年）
- メルドラ'08（中京テレビ　2008年）
- ザ・ミュージックショウ（日本テレビ　2011年）
- ストレンジャー(テレビ朝日系　2016年)
- ネバー・ギブアップ！竹島水族館ものがたり(東海テレビ　2023年)

### バラエティ
- 生命の謎を探る旅スペシャル「ここまでわかった！長生きの秘密と真実」（中京テレビ　2009年）
- スフィアクラブ（日本テレビ　2011年）
- コドモ大学（TBS　2012年）

### DVD
- LOVE&PEACE（フューチャービジョンプロデュース　2002年）
- THE3名様（ポニーキャニオン　2005年）
- THE3名様II 秋は恋っしょ!（ポニーキャニオン　2005年）
- THE3名様III 春はバリバリバイトっしょ!（ポニーキャニオン　2005年）
- THE3名様IV 渚のダンシングナイト!（ポニーキャニオン　2005年）
- ソウルトレイン（アミューズソフトエンタテインメント　2006年）
- THE3名様 夏はやっぱり祭っしょ!!（ポニーキャニオン　2006年）
- THE3名様V いい意味でアイラブユー（ポニーキャニオン　2007年）
- THE3名様 みんなが選んじゃったベスト11これってど〜よ!?（ポニーキャニオン　2007年）
- THE3名様VI ワーってなっちゃう5秒前（ポニーキャニオン　2009年）

### 舞台
- THE3名様 夏はやっぱり祭っしょ!!（2006年、品川ステラボール）
- 劇団スパイスガーデン第1回公演「バンカラ」（2008年、シアターグリーン）
- セレぶり3 オン・ステージ～セレブは夏に恋するものだ～（2009年、東京グローブ座）
- 劇団スパイスガーデン第2回公演「アイドル」（2009年、中野ザ・ポケット）
- セレぶり3ラストステージ～セレブは惜しまれつつ解散するものだ～（2010年、全労済ホールスペース・ゼロ）
- 劇団スパイスガーデン第3回公演「シャッフル」（2010年、千本桜ホール）
- 東京タワーエンタメ祭「シャッフル」（2011年、東京タワー1F特設ホール）
- 劇団スパイスガーデン第5回公演「ESP.」（2012年9月、中目黒ウッディシアター）
- 劇団スパイスガーデン第6回公演「移動するプリズン」（2013年10月、千本桜ホール）
- 劇団スパイスガーデン第７回公演「男たちの馬鹿」（2014年11月、Geki地下リバティ）
- 劇団スパイスガーデン第8回公演 「ブルーカラーズ」(2016年11月、千本桜ホール）
- 劇団スパイスガーデン第9回「ザ・オーディション」(2017年11月、千本桜ホール)
- 劇団スパイスガーデン第10回公演『DRESSING ROOM』(2018年5月、OFF・OFFシアター)
- 劇団スパイスガーデン第11回公演『リバー＆フェニックス』(2019年4月、OFF・OFFシアター)

### イベント
- ええじゃないかとよはし映画祭(2017年～2021年）

### オーディオドラマ
- 父 THE MC（NUMA　2021年）
- 裸女二人、サウナにあり(NUMA　2022年)
- モンキーのバイク(NUMA　2022年)
- 俺の宴(NUMA　2022年)
- スピカの星(NUMA　2022年)
- 初声物語(NUMA　2022年)
- 離婚deオーナー!!(NUMA　2022年)

### ゲーム
- 夏休みの恋人 for iOS（2012年、フジテレビ）

## 受賞歴
- ビデオ・オブ・ザ・イヤー2005 第3位「THE3名様」
- ビデオ・オブ・ザ・イヤー2006 最優秀賞「THE3名様」
- ギャラクシー賞選奨「深夜食堂」
- ギャラクシー賞 2013年7月度月間賞「みんな!エスパーだよ!」
- 第51回ギャラクシー奨励賞「テレビ部門」「みんな!エスパーだよ!」
- 第44回日本アカデミー賞最優秀作品賞「ミッドナイトスワン」